# Теодора Томашев
Теодора Томашев је српска позоришна и телевизијска и филмска глумица.

## Биографија
Ћерка је оперских певача Ивана Томашева и Сање Керкез. Глуму је дипломирала на Факултету драмских уметности Универзитета у Београду у класи професора Драгана Петровића Пелета. С њом су студирали Јован Јовановић, Миона Марковић, Ива Илинчић, Хана Бештић, Мина Совтић, Срна Ђенадић, Миа Јовановић, Лука Абрамовић, Марко Павловић, Недим Незировић, Амар Ћоровић и Милош Рушитовић.
Добила је улогу једне од грађанки у подели представе Путујуће позориште Шопаловић, премијерно изведене 2020. у Југословенском драмском позоришту. Исте године је заиграла у представи Гуливер, у Малом позоришту „Душко Радовић”. Наредне године је с ансамблом те куће премијерно извела представу Сан летње ноћи на 52. Сусретима професионалних позоришта лутака Србије. На сцени Позоришта на Теразијама заиграла је у мјузиклу Флеш денс, док је такође уврштена у поделу представе Црни лептир инспирисане музиком Ју групе.
После епизода у телевизијским пројектима Мама и тата се играју рата односно Жигосани у рекету, припала јој је улога Хане у трећој сезони теленовеле Игра судбине. Тумачила је главну улогу у серијалу Образовно-научног програма Радио-телевизије Србије под називом АрхеоКухиња, за коју је награђена на 17. Међународном фестивалу документарног филма „Златна буклија“.

## Улоге

### Позоришне представе
| Наслов                                    | Улога                                             | Редитељ                                             | Позориште                       | Премијера           |
| ----------------------------------------- | ------------------------------------------------- | --------------------------------------------------- | ------------------------------- | ------------------- |
| Капетан Џон Пиплфокс - у новом миленијуму | Девојчица Јулија (алтернација Ивани Аџић)         | Милорад Милинковић                                  | Позориште „Душко Радовић”       | 23. октобар 2016.   |
| Путујуће позориште Шопаловић              | Грађанка                                          | Јагош Марковић                                      | Југословенско драмско позориште | 8. март 2020.       |
| Гуливер                                   | Морнар, Лилипутански пар, Пацов, Циркуска публика | Исидора Гонцић                                      | Позориште „Душко Радовић”       | 16. септембар 2020. |
| Народ то воли                             | Жана (премијерно играла Маријана Мићић)           | Бојан Стојчетовић                                   | Академија 28                    | 17. април 2021.     |
| Сан летње ноћи                            |                                                   | Давид Алић                                          | Позориште „Душко Радовић”       | 8. јул 2021.        |
| Флеш денс                                 | Тес                                               | Владан Ђурковић                                     | Позориште на Теразијама         | 19. новембар 2021.  |
| Црни лептир                               | Крис                                              | Марко Јовичић                                       | Позориште на Теразијама         | 28. октобар 2022.   |
| Вече мјузикла на Теразијама               |                                                   | Даријан Михајловић                                  | Позориште на Теразијама         | 19. мај 2023.       |
| Жене на ивици нервног слома               | Мариса                                            | Небојша Брадић                                      | Позориште на Теразијама         | 20. октобар 2023.   |
| Принцеза на зрну грашка                   | Тајанствена певачица Лира                         | Слободанка Цаца Алексић (реализација Марко Јовичић) | Позориште Пуж                   | 13. април 2025.     |

### Филмографија
| Год.       | Назив                               | Улога      |
| ---------- | ----------------------------------- | ---------- |
| 2019.      | Агитација (кратки филм)             |            |
| 2020.      | Мама и тата се играју рата (серија) | Апотекарка |
| 2020.      | Жигосани у рекету (серија)          | Новинарка  |
| 2022.      | АрхеоКухиња (серија)                |            |
| 2022.      | Игра судбине (серија)               | Хана       |
| 2023.      | Буди Бог с нама                     |            |
| 2023.      | Лако је Ралету (серија)             |            |
| 2023—2024. | Закопане тајне (серија)             | Дора Додер |
| 2025.      | Крунска 11 (серија)                 | Наталија   |
| 2025.      | Исконски грех — Обичаји             | Мирјана    |

## Награде и признања
| Година | Остварење   | Награда |
| ------ | ----------- | --- |
| 2022.  | АрхеоКухиња | Награда за глуму Деспот Стефан Лазаревић на 17. Међународном фестивалу документарног филма „Златна буклија“ у Великој Плани |

## Галерија
- Фотографије Малог позоришта „Душко Радовић”
- Сан летње ноћи, 2021, фото Белкиса Абдуловић - Теодора Томашев, Ивана Аџић, Ненад Радовић, Катарина Димитријевић, Срна Ђенадић
- Сан летње ноћи, 2021, фото Белкиса Абдуловић - Теодора Томашев, Ивана Аџић
- Гуливер, 2020, фото Белкиса Абдуловић - Теодора Томашев